# Chiastoneuria

Illustrazione del processo evolutivo di streptoneuria tra i gasteropodi. A. bilaterale, B. asimmetrica, C condizione di streptoneuria. Le lettere di riferimento sono poste sugli organi del lato sinistro primitivo. a. ano; c. ganglio cerebrale; g. ctenidio; l. padiglione auricolare; m. bocca; n. apertura nefridiale; o. osphradium; pa. ganglio parietale; pe. ganglio del pedale; pl. ganglio pleurico; v. ventricolo.

La chiastoneurìa o streptoneurìa è una condizione plesiomorfica presente nei gasteropodi che è il risultato di un evento evolutivo chiamato torsione in cui l'intestino, cuore, nefridio, branchie e cordoni nervosi "si attorcigliano" causando la migrazione di alcuni organi dalla sinistra dell'animale alla sua destra per accogliere il trasferimento della cavità del mantello vicino alla testa dell'animale. Nello specifico, la streptoneuria è l'incrocio dei connettivi cerebroviscerali causati da questa torsione.
In un animale streptoneurale, il nervo viscerale destro diventa un nervo sopraintestinale (cioè, risalendo dalla sua posizione precedente lungo l'intestino sul lato destro) e il nervo viscerale sinistro diventa un nervo subintestinale (cioè, scendendo sotto l'intestino e spostandosi verso la destra).
I molluschi gasteropodi esistenti possono essere descritti come streptoneurali. Tuttavia, alcuni lignaggi, specialmente gli opistobranchi, hanno invertito successivamente questa torsione. Il termine per questo evento è la de-torsione, e la condizione plesiomorfica in un animale detorto -uno stato in cui questi nervi non si incrociano più- è chiamata eutineuria.